# West Milton (Ohio)
West Milton – wieś w Stanach Zjednoczonych, w stanie Ohio, w hrabstwie Miami.